# Doran Godwin
Doran Godwin (née le 1er janvier 1950 à Harrow) est une actrice britannique.
Ses rôles les plus connus sont ceux d'Erica Bayliss dans la série télévisée Shoestring et de Philippa Yeates dans The Irish R.M. avec comme partenaire Peter Bowles.
Elle a joué également le rôle-titre dans la mini-série télévisée de la BBC en 1972 Emma, tirée du roman du même nom de Jane Austen.
Elle a également beaucoup joué au théâtre.